# Danh sách quốc gia tham dự Thế vận hội Mùa đông

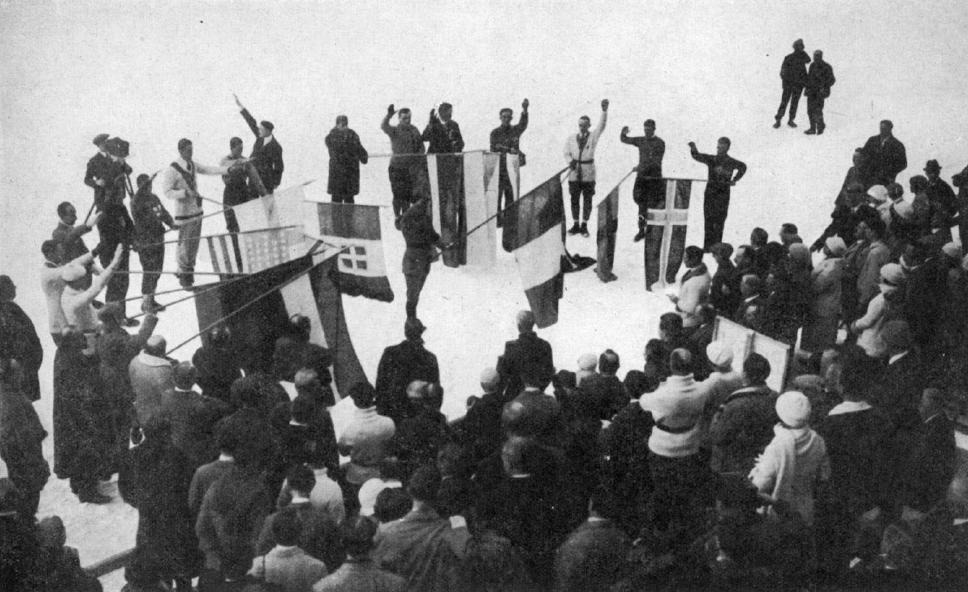
Các VĐV cầm cờ cho các đoàn tại Thế vận hội Mùa đông 1924 cùng tuyên thệ.

Bài này trình bày danh sách các quốc gia, đại diện bởi các Ủy ban Olympic quốc gia (NOC), đã tham dự Thế vận hội Mùa đông từ năm 1924 đến 2018. Thế vận hội Mùa đông được tổ chức 4 năm một lần bắt đầu từ năm 1924 (khoảng thời gian giữa 2 lần tổ chức liên tiếp được gọi là Olympiad, trừ các kỳ bị hủy bỏ vào các năm 1940 và 1944, cũng như lần đại hội được tổ chức sớm 2 năm so với thông lệ - kỳ thứ 17). 125 Ủy ban Olympic quốc gia (116 trong số 206 ủy ban hiện tại và 9 ủy ban cũ) đã từng tham gia ít nhất 1 kỳ Thế vận hội Mùa đông, và 12 quốc gia (Anh, Áo, Ba Lan, Canada, Hoa Kỳ, Hungary, Na Uy, Pháp, Phần Lan, Thụy Điển, Thụy Sĩ và Ý) đã tham gia hết 23 kỳ vận hội. Séc và Slovakia cũng hiện diện tại toàn bộ các kỳ Thế vận hội Mùa đông nếu tính cả sự tiếp nối Tiệp Khắc.

## Lịch sử